# District de Hương Khê
Hương Khê (Huyện Hương Khê) est un district de la province du Hà Tĩnh en Viêt Nam. 

## Présentation
Il est placé sous la juridiction de la ville de Hà Tĩnh. La superficie est 1 241,78 km2
Il y a 2 villes (thị trấn) (Nông Trường 20 - 4; Hương Khê, chef-lieu), 20 communes rurales (xã): Phương Điền, Phương Mỹ, Hà Linh, Phúc Đồng, Hoà Hải, Hương Bình, Hương Long, Hương Thuỷ, Hương Giang, Gia Phố, Phú Gia, Hương Vĩnh, Hương Xuân, Phú Phong, Lộc Yên, Hương Lâm, Hương Liên, Hương Đô, Phúc Trạch, Hương Trạch.

## Démographie
La population du comté était de 107.996 habitants en 2009; structure de démographie: Thổ, Thái, Kinh, mais Kinh est prédominant.